# Флаг Юкона
Флаг территории Ю́кон Канады, принятый 1 декабря 1967 года, представляет собой вертикальный зелёно-бело-синий триколор с гербом территории Юкон в центре.

## Символика флага
Цвета олицетворяют природные особенности территории: тайгу (зелёный), зимние снега (белый) и северные воды (синий). В центре — герб, учреждённый 5 ноября 1956 года.

## История
Флаг был выбран на конкурсной основе в рамках празднования столетия Канады в 1967 году. Конкурс был организован Уайтхорс отделением Королевской канадской легиона. Победителю было обещано 100 канадских долларов. Существовало в общей сложности 137 вариантов флага. Три варианта, отобранные комиссией, были отправлены в столичное геральдическое общество. Эксперты в Оттаве выбрали данный вариант. Флаг был утверждён «Законом о флаге» от 1 декабря 1967 года и подлежит официальному использованию с 1 марта 1968 года.